# 1941 (филм)
„1941“ (на английски: 1941) е американски пълнометражен филм от 1979 година, режисиран от Стивън Спилбърг, със сценаристи Робърт Земекис и Боб Гейл. Филмът разказва за паника в района на Лос Анжелис след атаката над Пърл Харбър през 1941 година.
Филмът отбелязал успех в бокс офиса, но не станал и касоразбивач, както се надявали двете студиа. 1941 се считал за провал в сравнение с предишните филми на Спилбърг – Челюсти и Близки срещи от третия вид.